# Aulas
Aulas là một xã ở tỉnh Gard ở miền nam nước Pháp. Xã này có diện tích 2,91 kilômét vuông, dân số năm 1999 là 391 người. Khu vực này có độ cao trung bình 316 mét trên mực nước biển.